# Deliathis buquetii
Deliathis buquetii là một loài bọ cánh cứng trong họ Cerambycidae.